# Церковь Святого Иосифа (Сан-Антонио)
Католическая церковь Святого Иосифа (англ. St. Joseph Catholic Church) — действующая римско-католическая приходская церковь в деловом центре города Сан-Антонио, США. Расположена по адресу: 623, Ист-Коммерс-стрит. Относится к архиепархии Сан-Антонио. Четвёртое по счёту католическое культовое сооружение города.
Является типичным примером так называемого «дома-гвоздя», то есть здания, стоящего в явно неположенном, странном, неестественном для себя месте. Популярная туристическая достопримечательность.
Краеугольный камень в основание церкви был заложен 8 мая 1868 года, однако в связи с рядом ураганов в регионе собственно строительство началось лишь через полгода. На камне на немецком языке написано: Siehe die Wohnung Gottes bei den Menschen. Строительство было окончено три года спустя. Церковь Святого Иосифа стала популярным местом паломничества быстро растущей немецкой коммуны города. В 1891 году были приобретены и освящены четыре колокола, получившие собственные имена. В 1898 году на крыше церкви был достроен шпиль. В 1902 году церковь украсили витражи, привезённые из Мюнхена: это обошлось в огромную по тем временам сумму 3000 долларов (почти 40 тыс. долл. в ценах 2014 года).
В 1944 или 1945 году корпорация Joske's (позднее стала подразделением корпорации Rivercenter) решила построить на этом месте огромный торговый комплекс, но церковь и её прихожане единодушно наотрез отказались переезжать и продавать за 200 тысяч долларов (около 2,63 млн долл. в ценах 2014 года) землю, на которой стои́т здание. Это вынудило корпорацию построить свой комплекс, окружив его стенами церковь почти вплотную с трёх сторон. Поэтому вскоре церковь получила среди местных жителей прозвище St. Joske’s (Святой «Джоскес»).
В 1981 году церковь была отреставрирована. Раз в месяц, начиная с 1892 года, в церкви поёт мужской хор Liederkranz.